# La Forja
La Forja-Jovent Revolucionari (La Forja-Juventud Revolucionaria) es una organización política juvenil de Cataluña, aunque adscribe su ámbito de actuación a los denominados Países Catalanes (Cataluña, la Comunidad Valenciana, las islas Baleares, Andorra, el Rosellón francés y la Franja de Aragón). Es de ideología independentista y de izquierdas. La Forja surge a raíz del proceso de refundación y unificación de las Assemblees de Joves per la Unitat Popular, durante su Congreso Nacional entre el 3 y 4 de febrero de 2018. Se divide en Asambleas Locales para asegurar su implantación en el territorio.
La Forja está vinculada a Poble Lliure (actuando de facto como juventudes de esta) y apuesta institucionalmente por la Candidatura de Unidad Popular (CUP). Además de independentistas, se declaran socialistas, feministas y ecologistas.

## Historia
Las Assemblees de Joves per la Unitat Popular (en español: Asambleas de Jóvenes por la Unidad Popular) surgieron con la idea de crear una entidad coordinadora de las escisiones locales de algunas asambleas de Arran, principalmente la de Gerona, producidas entre 2012 y 2015 por discrepancias políticas sobre cómo encarar el proceso independentista catalán. El acto de presentación se llevó a cabo en Mataró (provincia de Barcelona) el 5 de marzo de 2018, donde contaron con la presencia de Gabriela Serra, entonces diputada de la CUP en el Parlamento de Cataluña; Eudald Calvo, alcalde de Argentona y también militante de la CUP; representantes de la organización juvenil independentista gallega Isca; la coordinadora de la Comisión de Incidencia Internacional de la Asamblea Nacional Catalana (ANC), Liz Castro, y Andrea Terrón, entre otras personas.
En el II Congreso Nacional, la militancia decidió apostar por la unificación en una organización política juvenil, la Forja, considerada heredera de Maulets, organización juvenil de similar cariz ideológico disuelta en 2012.